# Marc Casadó
Marc Casadó Torras (n. 14 septembrie 2003, Sant Pere de Vilamajor⁠(d), Catalonia, Spania) este un fotbalist spaniol care joacă ca mijlocaș defensiv la Barcelona în La Liga. Este cunoscut pentru ritmul său de lucru, pase, apărare și competență tehnică.

## Cariera pe echipe
Născut în Sant Pere de Vilamajor, Barcelona, Catalonia, Casadó este un produs pentru tineret din Vilamajor, Sant Celoni, Granollers și Damm. S-a mutat la academia de tineret din Barcelona la vârsta de 13 ani în 2016. A fost căpitanul echipei Juvenil A unde i-a ajutat să câștige liga și Copa de Campeones în sezonul 2020-21. În plus, a fost pe banca echipei de rezervă de cinci ori în 2021 și a fost promovat la echipă în vara lui 2022. Pe 5 iulie 2022, și-a prelungit contractul cu clubul până în vara anului 2024.
Și-a făcut debutul la seniori cu Barcelona Atlètic într-o victorie cu 3–2 în Primera Federación împotriva lui Castellón, pe 27 august 2022. La 1 noiembrie 2022, Casadó și-a făcut debutul oficial pentru echipa de seniori împotriva lui Viktoriei Plzeň în Liga Campionilor. În minutul 67, Franck Kessié s-a accidentat și l-a înlocuit până la fluierul final.
În sezonul 2023-2024, Casadó a fost numit căpitan al echipei Barcelona Atlètic. S-a antrenat cu echipa de seniori în timp ce juca meciuri pentru Barcelona Atlètic. Pe 17 martie 2024, a făcut prima sa apariție în La Liga împotriva lui Atlético Madrid, unde a fost înlocuit cu Héctor Fort.

## Cariera internațională
Casadó este internațional de tineret pentru Spania, fiind convocat de naționalele Spaniei U16 și U17 în 2019. În octombrie 2024, a fost convocat la naționala U21 a Spaniei.

## Stilul de joc
Casadó este în primul rând mijlocaș defensiv, dar a jucat și ca fundaș dreapta și fundaș central. Este muncitor și abil în recuperarea posesiei și este un mare manevrător de minge. Este un jucător tenace și intens pe teren.

## Titluri
FC Barcelona U19
- División de Honor Juvenil: 2021–22[10]